# المرأة الصالحة للأكل
المرأة الصالحة للأكل (بالإنجليزية: The Edible Woman)‏ هي رواية للكاتبة الكندية مارغريت آتوود، نشرت عام 1969.

## القصة
تدور حول امرأة شابة تبدأ حياتها العقلانية والاستهلاكية في الاضطراب. وبعد خطوبتها تشعر بالانفصال بين جسدها وروحها. وتبدأ في إعطاء الأطعمة صفات بشرية، وتقارن نفسها بالطعام، وتجد نفسها غير صالحة للأكل.
وتندرج الرواية ضمن الأدب ذو النزعة النسوية.